# Mobidougou
Mobidougou è uno dei sette comuni del dipartimento di Kobenni, situato nella regione di Hodh-Gharbi in Mauritania. Nel censimento della popolazione del 2000 contava 12.677 abitanti.